# Розанов, Михаил Павлович
Михаил Павлович Розанов (31 декабря 1891, Ялта, Таврическая губерния — 4 ноября 1966) — советский биолог, зоолог. Деятель заповедного дела в Крыму.

## Биография
Родился в Ялте. Его отец к этому времени был известным врачом в городе, основоположником городской общественной медицины. Окончив в 1917 г. естественное отделение физико-математического факультета Московского университета, юноша был оставлен при кафедре зоологии у профессора А. Н. Северцова, а затем, до 1927 г., работал там преподавателем.
Крымским заповедником Розанов стал заниматься с 1917 г. Это был очень тяжелый период, когда приходилось буквально каждый день, рискуя жизнью (однажды Розанов был ранен), бороться против вооружённых браконьеров.
Вот что он рассказывал об этом времени:
Мы засели в 50 шагах от тропы за буками и хворостом. Минут через 10 появились на тропе 5 человек с оружием в руке, крадучись спускались с Яйлы. Один уже прошёл нас, но второй заметил меня и прямо поднял к плечу винтовку, готовый к выстрелу. Я решил, что больше ждать нечего, вскочил и крикнул: "Руки вверх! Бросай оружие на землю!". Браконьеры растерялись, трое положили ружья, один бросился прочь, а один отскочил за сосну и попал в меня. А у меня заскочил патрон..., но мигом я передернул затвор и начал стрелять...
Возглавив в 1923 г. Крымский заповедник, Розанов первым делом закрыл лесопильный завод, существовавший на заповедной территории. Возмущённый этим, Наркомзем Крымской АССР жаловался в Совнарком РСФСР, обвиняя Розанова в том, что он открыл заповедник и закрыл лесопилку.
Друг Розанова, профессор И. Пузанов, вспоминал о тех днях заповедника, как егерь Стельмах хотел убить Розанова, но в последний момент одумался, отбросил винтовку и признался в своих намерениях.
До апреля 1930 г. Розанов работал в Крымском заповеднике и в Аскании-Нове старшим научным сотрудником. С 1931 г. Михаил Павлович был начальником научно-исследовательской экспедиции Дальневосточного НИИ на Камчатке а в Караганде принимал участие в организации Карагандинского заповедника, что и спасло его от ареста по «Асканийскому делу».
В 1935 г. М. П. Розанов работал начальником зоологического отряда Туркменской экспедиции АН СССР в Каракумах, поставил вопрос о создании Бадхызского заповедника на 12 тыс. гектаров. Он разработал проект заповедника, наметил его границы и согласовал с исполкомами. Совнарком Туркмении вынес 23 декабря 1935 г. постановление о необходимости скорейшей организации Бадхызского заповедника. В 1940 г. Главное управление по заповедникам СНК РСФСР поручило Розанову обследовать район Рыбинского водохранилища для выделения заповедника. Новый заповедник, названный Дарвинским, был утверждено за несколько дней до войны, его директором назначили Михаила Павловича.
М. П. Розанов принимал также активное участие в организации Кавказского и Черноморского заповедников, принимал участие в экспедициях по Чукотке, Памирe, Таймырe, Каракумах и Кавказу.
Бывая в Москве, Розанов с головой погружается в создание структур органов охраны природы. Вместе с пятью другими учёными и общественными деятелями 3 декабря 1924 г. становится одним из членов-сооснователей Всероссийского общества охраны природы. С 1926 г., как член Президиума Комитета по охране природы при Наркомпрофе РСФСР, участвует в работе Бюро Съезда по изучению производительных сил при Госплане СССР (учёный секретарь секции охраны природы), в 1933 г. — в I Всесоюзном съезде по охране природы.
В 1943 г. Розанова приглашают в Институт эволюционной морфологии АН СССР, а в 1946 г. ВАК присуждает ему степень кандидата биологических наук без защиты диссертации. Работает доцентом в МГУ и Тимирязевской сельхозакадемии.
В 1946 г., по заданию Всероссийского общества охраны природы, Михаил Павлович уехал в Крым обследовать природные объекты. По его докладу 12 марта 1947 г. Крымский облисполком объявил заповедными 33 памятника природы.
В 1959 г. М. П. Розанову, после перенесённого инфаркта, пришлось оставить экспедиционную работу. Однако, выйдя на пенсию, он продолжил заниматься любимым делом.
Большим ударом для него, как бывшего директора Крымского заповедника, была реорганизация этого заповедника в 1957 г. в заповедно-охотничье хозяйство. В ноябре 1963 г. учёный становится одним из организаторов в Ялте конференции по охране природы Крыма. В ялтинской газете в день открытия конференции выходит статья Розанова «Это заставляет бить тревогу», посвящённая этой же проблеме.
Итак, сплошная рубка леса, лесопильный завод, охота с прожектором... Что же осталось от заповедности? По сути, ничего. Ведь охотничье хозяйство переведено на хозрасчет, а это значит, - чем больше будет вырублен, тем лучше... Так происходит, но так далее ни в коем случае не может продолжаться... Ясно одно: мы должны не только сохранить все богатства чудесной крымской природы, но и приумножить их. А раз так, нужно вести беспощадный бой с теми, кто посягает на эти богатства неразумно или злонаміренно.
На защиту бывшего заповедника делает Розанов и сообщения на ялтинской конференции. Однако, президиум совещания не удосужилась внести в резолюцию пункт о восстановлении Крымского заповедника, признав предложение Розанова «преждевременным».
В мае 1963 г. М. П. Розанов принял участие в сессии Крымоблисполкома по вопросу «Об охране и приумножении природных богатств области». На совещании предлагается создать рабочую группу для обследования состояния памятников природы, истории и культуры и их заповедования. Управлять ею было предложено Розанову. Финансировать работу должно было Крымское отделение Украинского общества охраны природы. Однако из-за бюрократических проволочек деньги перечислены не были и Рабочая группа так и не собралась. Однако и эта неудача не смутила энтузиаста.
В 1964 г., благодаря ряду статей в центральной и республиканской прессе, ему удаётся добиться частичного прекращения ограбления крымских пещер симферопольскими спелеологами, рубки можжевельника в Никитском ботаническом саду и отмены строительства 17-этажного кремлёвского санатория на Мысе Мартьян, в месте будущего заповедника. В июле 1965 г. Крымский облисполком принимает решение об охране пещер полуострова.
Розанов разрабатывает «Инструктивные указания по учёту, выделение в натуре заповедных памятников природы и оформлению на них охранных обязательств», а также проект «Крымского государственного ландшафтного заповедника с научно-исследовательской лабораторией». До этого все работы Михаил Павлович выполнял бесплатно.
Однако, несмотря на поддержку Академии наук, по вине Совета Министров УССР, проект так и остался на бумаге.
Умер Розанов 4 ноября 1966 г. Похоронен в Москве на Новодевичьем кладбище.